# ニコラス・ライト (俳優)
ニコラス・ライト（Nicolas Wright、1982年3月23日 - ）は、カナダの俳優。

## 出演作品
- ホワイトハウス・ダウン
- アラフォー♀とルーキー♂（デイビス）
- RPG
- デビル・リベンジャー　復讐の殺人者
- ウォー・ゲーム　ザ・デッド・コード（デニス・ニコルズ）
- 11:46
- インデペンデンス・デイ:リサージェンス